# Rendez-vous (canção de Andreea Banica)
"Rendez-vous" é um single da cantora pop romena Andreea Banica, presente em seu álbum com mesmo título Rendez-vous. Lançada oficialmente em 2 de agosto de 2007, a canção alcançou o primeiro lugar na Romanian Top 100.

## Composição e Desenvolvimento
Composta por Andreea Banica em parceria com Taraful din Clejani, importante compositor, músico e cantor romeno, responsável por diversas canções de sucesso, em sua carreira e como compositor à artistas, a canção explora o tema do amor de uma noite só, desenvolvindo em meio a uma festa, deixando claro a vontade da personagem central em se divertir com o rapaz em questão. Apesar de ser cantada em inglês, o título da canção apresenta-se em francês, devido ao fato de, na composição, Andreea Banica deixar claro que o tema da canção se passa na cidade de Paris, na França.

## Lançamento e Desempenho
Lançada oficialmente na Roménia em 2 de agosto de 2007, a canção foi o segundo single retirado do álbum com mesmo nome, Rendez-vous, sendo ainda o segundo single de Andreea Banica a alcançar a primeira posição na Romanian Top 100, sendo ainda o segundo consecutivo. A canção ainda fechou como a quinquagésima quinta canção mais tocada de 2007. Rendez-vous foi lançada na Hungria e na Bulgária em 7 de agosto de 2007, alcançando o trigésimo primeiro e o segundo lugar nos países. Em parte da Europa o single foi lançado em 30 de agosto.

## Posições
| Paradas (2007)                              | Posições |
| ------------------------------------------- | -------- |
| Bulgária (BAMP)                             | 2        |
| Bulgária (Top 40)                           | 10       |
| Hungria (Magyar Hanglemezkiadók Szövetsége) | 31       |
| Hungria (HUN Dance Club)                    | 4        |
| Roménia (Romanian Top 100)                  | 1        |
| Roménia (Top 40)                            | 1        |
| Roménia (Dance Club)                        | 1        |

## Histórico de lançamento
| País     | Data                 | Formato                     | Gravadora |
| -------- | -------------------- | --------------------------- | --------- |
| Roménia  | 2 de agosto de 2007  | CD single, download digital | Cat Music |
| Bulgária | 7 de agosto de 2007  | CD single, download digital | Cat Music |
| Hungria  | 7 de agosto de 2007  | CD single, download digital | Cat Music |
| Europa   | 30 de agosto de 2007 | digital download            | Cat Music |